# Архиепархия Тэгу

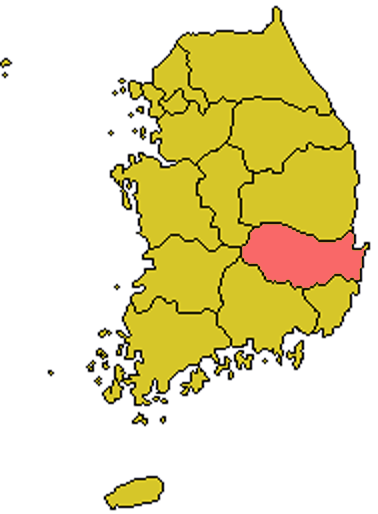
Расположение архиепархии Тэгу на карте Южной Кореи

 Архиепархия Тэгу (лат. Archidioecesis Taeguensis) — архиепархия Римско-Католической церкви с центром в городе Тэгу, Республика Корея. В митрополию Тэгу входят епархии Андона, Масана, Пусана, Чхонджу.

## История
8 апреля 1911 года Святой Престол учредил апостольский викариат Тайку, выделив его из апостольского викариата Кореи (сегодня — Архиепархия Сеула).
13 апреля 1937 года апостольский викариат Тайку передал часть своей территории для возведения апостольских префектур Кванджу (сегодня — Архиепархия Кванджу) и Цзэньшу (сегодня — Епархия Чонджу).
21 января 1957 года апостольский викариат Тайку передал часть своей территории для новой епархии Пусана.
10 марта 1962 года Римский папа Иоанн XXIII выпустил буллу Fertile Evangelii semen, которой возвёл апостольский викариат Тайку в ранг архиепархии, переименовав её в архиепархию Тэгу.
29 мая 1969 года архиепархия Тэгу передала часть своей территории для возведения новой епархии Андона.

## Ординарии архиепархии
- епископ Florian-Jean-Baptiste Démange (8.04.1911 — 9.02.1938);
- епископ Jean-Germain Mousset (13.12.1938 — 25.10.1942);
- епископ John Baptist Choe (Tchoi) (9.12.1948 — 14.12.1954);
- епископ John Baptist Sye Bong-Kil (10.03.1962 — 5.07.1986);
- епископ Paul Ri Moun-hi (5.07.1986 — 29.03.2007);
- епископ John Choi Young-su (29.03.2007 — 17.08.2009);
- епископ Thaddeus Cho Hwan-Kil (4.11.2010 — по настоящее время).

## Источник
- Annuario Pontificio,  Libreria Editrice Vaticana, Città del Vaticano, 2003, стр. 959, ISBN 88-209-7422-3
- Булла Fertile Evangelii semen Архивная копия от 27 марта 2010 на Wayback Machine, AAS 54 (1962), стр. 552 (лат.)